# Джессоп, Вайолет Констанс
Вайолет Констанс Джессоп (англ. Violet Constance Jessop, 1 октября 1887, Баия-Бланка, Аргентина — 5 мая 1971, Бери-Сент-Эдмундс, Суффолк, Восточная Англия) — стюардесса океанских лайнеров пассажирской компании «White Star Line». Вайолет Джессоп служила на всех лайнерах класса «Олимпик» и, соответственно, была очевидцем инцидентов с ними. Вайолет Джессоп была на борту «Олимпика», столкнувшегося с крейсером «Хоук»; на борту «Титаника», столкнувшегося с айсбергом; и, во время Первой мировой войны, она служила сестрой милосердия на борту госпитального судна «Британник», затонувшего после подрыва на мине. Присутствие на борту всех трёх лайнеров класса «Олимпик» во время инцидентов, имевших для двух из них катастрофические последствия, сделало историю жизни Вайолет Джессоп популярной среди исследователей катастрофы «Титаника». Получила прозвище «Мисс Непотопляемая» (англ. Miss Unsinkable).

## Ранняя жизнь
Вайолет Джессоп родилась 1 октября 1887 года в семье ирландских эмигрантов Уильяма Джессоп и Кэтрин Келли, которые жили около Баия-Бланки в Аргентине. Уильям Джессоп эмигрировал из Дублина в середине 1880-х годов, чтобы попробовать в Аргентине силы в разведении овец. Кэтрин переехала вслед за ним в 1886 году. Вайолет была старшей из девяти детей, трое из которых умерли в детстве. Сама Вайолет в детстве заразилась туберкулёзом, но, несмотря на предсказания доктора, выжила. После того, как умер её отец, Вайолет и её семья переехали в Великобританию, где она училась в школе при женском монастыре. После того, как заболела её мать, Вайолет покинула школу, чтобы идти работать стюардессой на богатых лайнерах.
Её первым местом работы в качестве стюардессы (1908 год) стал принадлежащий компании «Royal Mail Line» лайнер «Ориноко».

## «Олимпик»
Вайолет было 23 года, когда 14 июня 1911 года она в качестве стюардессы взошла на борт трансатлантического лайнера «Олимпик». Изначально она, правда, не хотела работать на компанию этого судна «White Star Line», поскольку та занималась трансатлантическими рейсами, а погодные условия Атлантического океана не нравились Вайолет. Командовал судном капитан Эдвард Джон Смит. 20 сентября 1911 года «Олимпик» из-за неудачного маневрирования столкнулся с крейсером «Хоук». По счастью, столкновение обошлось без жертв, и оба судна, несмотря на повреждения, оставались на плаву.

## «Титаник»
10 апреля 1912 года Вайолет Джессоп вместе с другими членами экипажа ступила на борт близнеца «Олимпика» — «Титаника», на который изначально не хотела садиться, но поддалась уговорам друзей, которые заверили её, что работа на «Титанике» будет неплохой рекомендацией. Его капитаном был всё тот же Эдвард Джон Смит и даже помощниками капитана были те же Мэрдок и Лайтоллер, что были на «Олимпике» в тот рейс. На борт Вайолет взошла, имея при себе рукописный перевод некой еврейской молитвы, которую ей дала одна старая ирландка, и которая, как Вайолет позже утверждала, должна была уберечь её от огня и воды. Поскольку Вайолет была набожной католичкой, то она заставила читать эту молитву и свою соседку по каюте. Когда 14 апреля «Титаник» столкнулся с айсбергом, Вайолет к тому моменту уже почти заснула. Получив приказ выйти на верхнюю палубу, Вайолет вместе с другими стюардессами оказалась в шлюпке № 16. В своих мемуарах она вспоминает, что когда садилась в шлюпку, один из офицеров передал ей на сохранение маленького ребёнка. Когда же Вайлетт оказалась на «Карпатии», какая-то женщина подскочила к ней, выхватила ребёнка и, не говоря ни слова, убежала. Вайолет подумала, что это мать ребёнка, но, как она вспоминала, будучи сильно замёрзшей, она тогда не подумала о том, что эта женщина могла бы сказать ей «спасибо», но не сделала этого.

## «Британник»
Во время Первой мировой войны Вайолет служила медсестрой в Британском Красном Кресте. В 1916 году она попала на борт «Британника». 21 ноября 1916 года корабль подорвался на мине, поставленной немецкой подводной лодкой. После взрыва в носу с правого борта с затопленными четырьмя передними отсеками «Британник» всё ещё мог оставаться на плаву. Поскольку судно всё ещё двигалось, команда отказалась спустить лодки, пока судно не остановится. Но, несмотря на эту предосторожность, произошёл несчастный случай. Две лодки были спущены на воду и затянуты всё ещё вращающимся гребным винтом. Под винтом погиб 21 человек. Вайолет Джессоп была в одной из этих шлюпок, которую затянуло под винт тонущего судна, но она успела выпрыгнуть из неё и выжила. Правда, под водой течение занесло её под днище, и она ударилась головой о киль, но не пострадала благодаря, как она позже пояснила, густой копне её каштановых волос (тем не менее спустя несколько лет Вайолет вынуждена была обратиться к врачу из-за частых головных болей, и тот обнаружил у неё трещину в черепе). Она также отметила, что, спасаясь с судна, успела захватить свою зубную щётку, так как не успела сделать это на тонущем «Титанике», и именно этого предмета ей больше всего не хватало после того, как корабль утонул.
Пароходы компании White Star Line, на которых служила Вайолет Джессоп

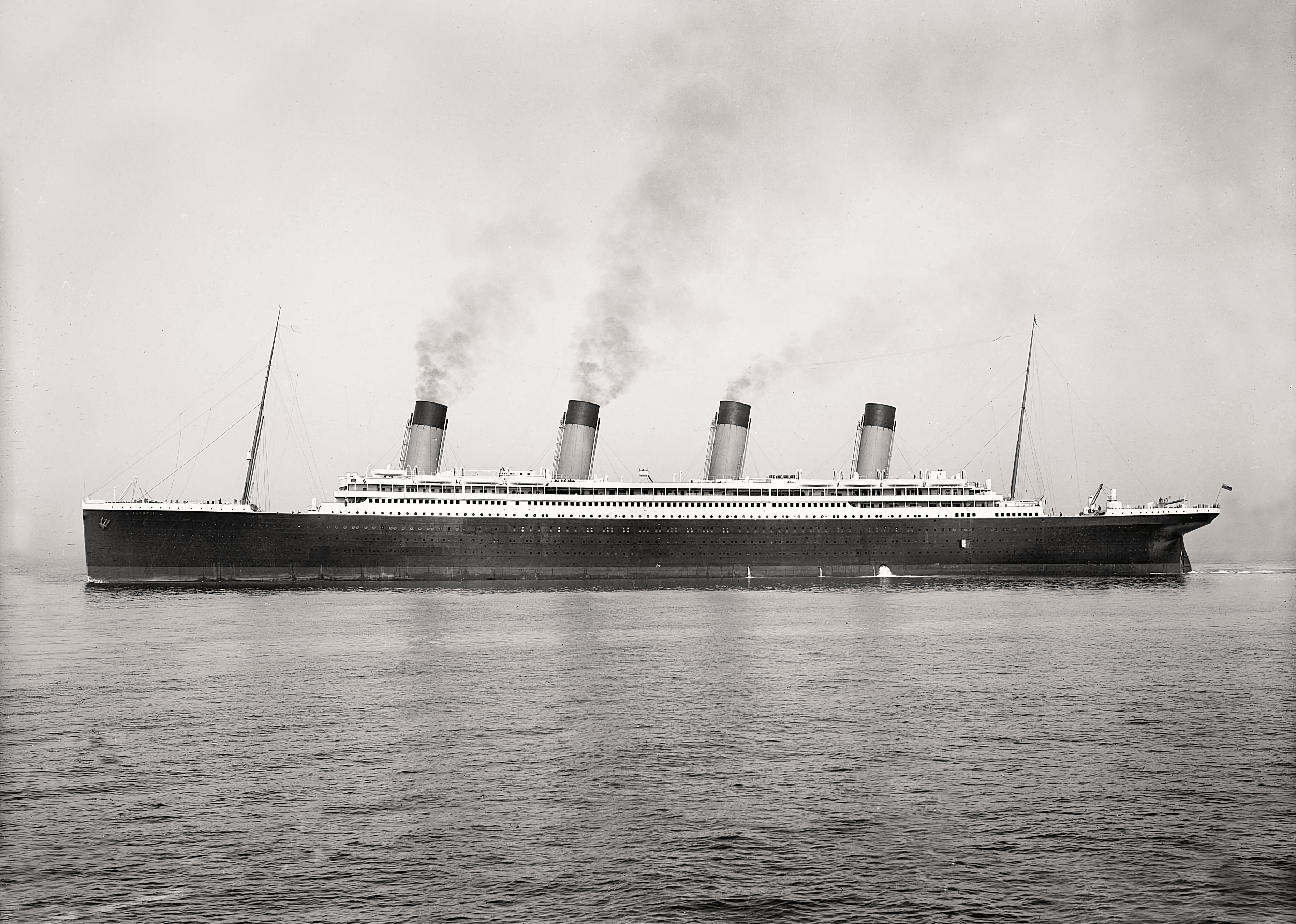
«Олимпик». 1911
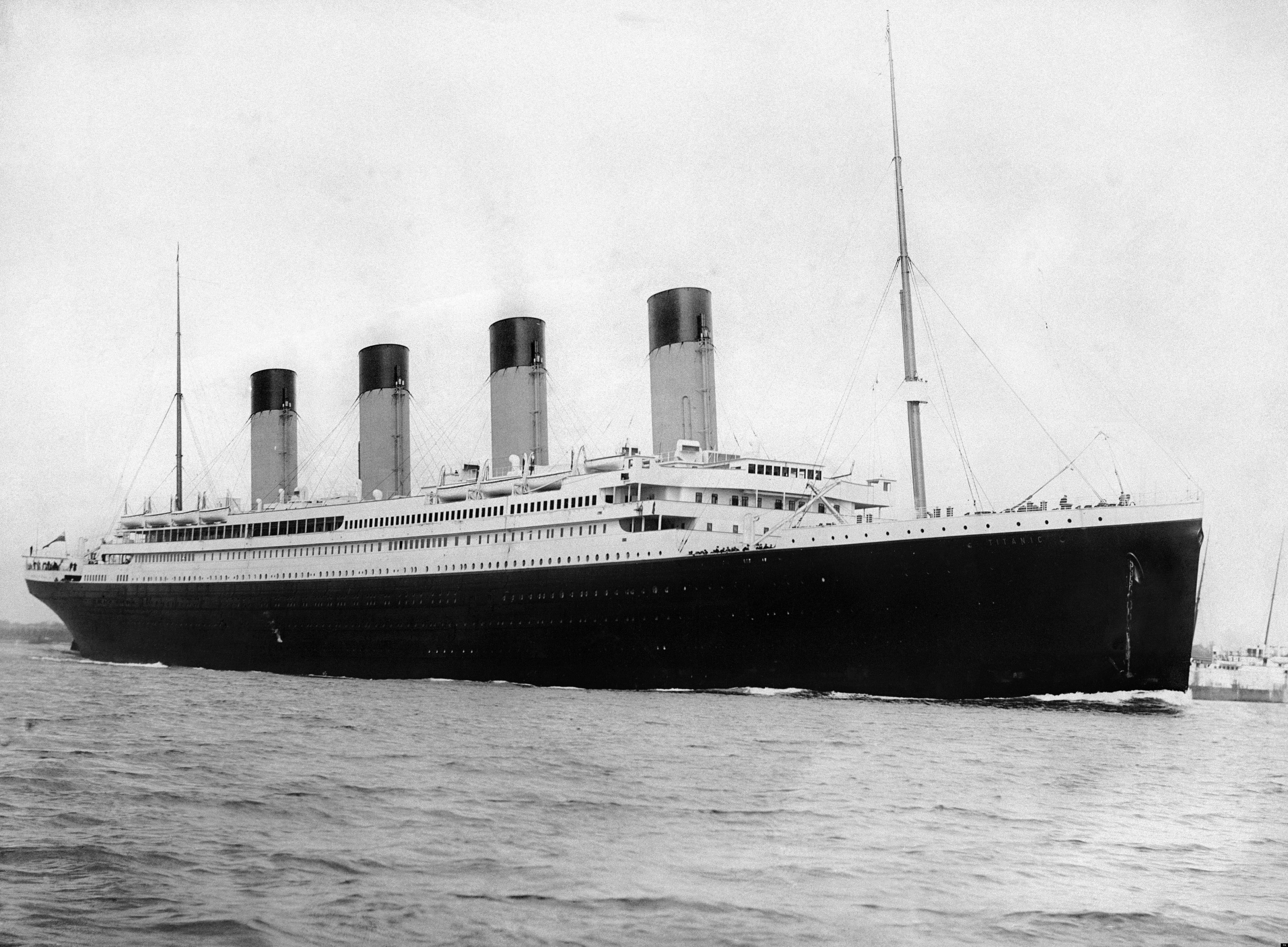
«Титаник». 1912
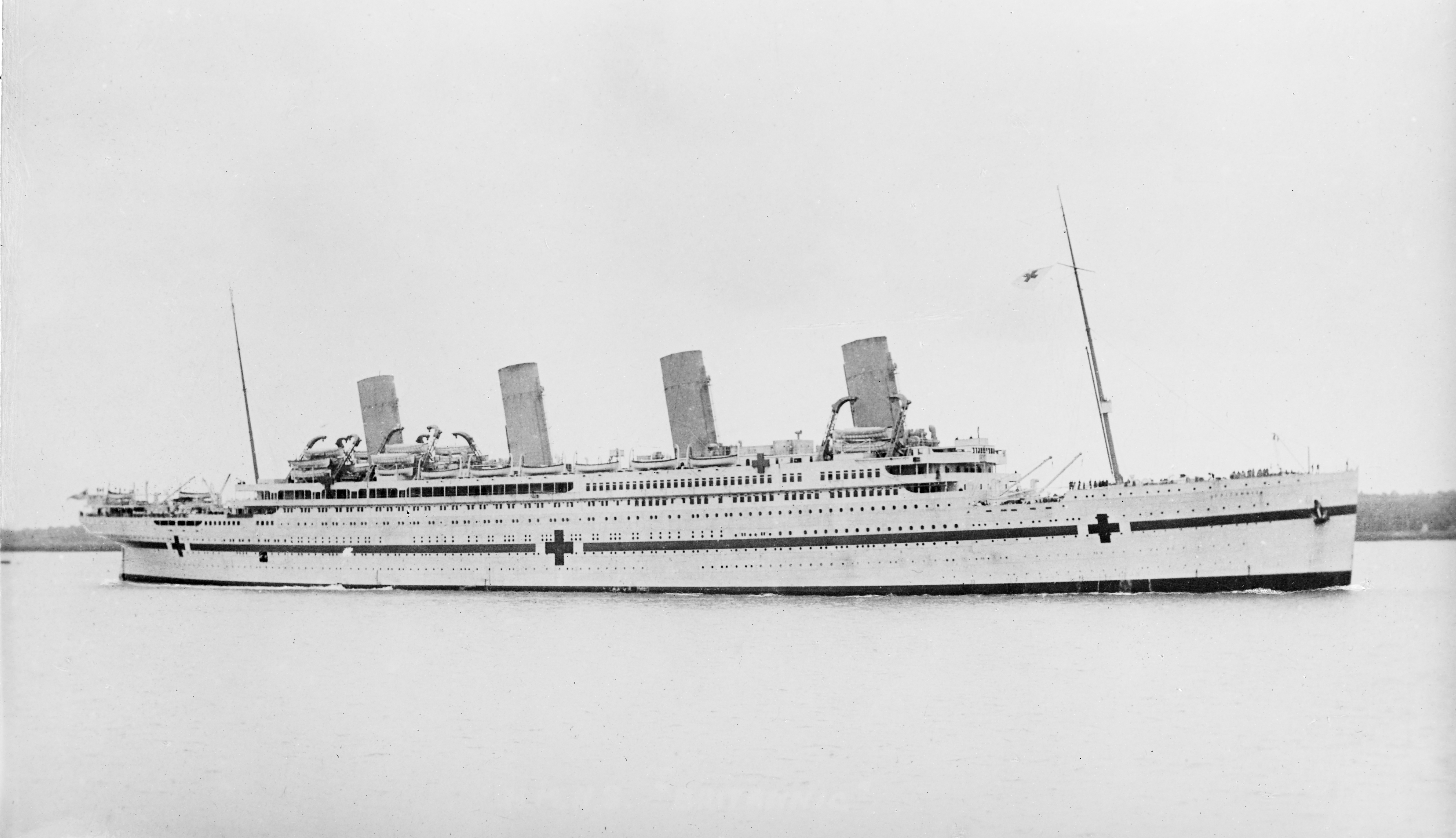
«Британник». Ок. 1916

## Последующая жизнь
После войны Вайолет продолжала работать на «White Star Line», но затем перешла в «Red Star Line», а после — снова в «Royal Mail Line». Работая в «Red Star», Вайолет дважды совершила кругосветный круиз на лайнере «Бельгенланд». В конце 1930-х годов Вайолет на некоторое время вступила в брак (предположительно, с моряком торгового флота, детей зарегистрировано не было), а в 1950 году перебралась в Грейт-Ашфилд в Суффолке. Спустя год после выхода на пенсию посреди ночи Вайолет была разбужена телефонным звонком. На том конце была женщина, которая, не представившись, спросила Вайолет, спасала ли она в ту ночь ребёнка, когда затонул «Титаник». Вайолет ответила: «Да». Тогда незнакомка сказала: «Что ж, я была тем ребёнком», засмеялась и повесила трубку. Её друг и биограф Джон Мэкстоун-Грэм предположил, что это деревенские дети решили подшутить над нею, но Вайолет ответила, что он первый, кому она рассказала о спасённом ребёнке. По сей день личность малыша, которого она тогда держала при себе в шлюпке, остаётся неустановленной. Согласно сохранившимся данным, единственным ребёнком в шлюпке № 16 был 5-месячный Эссад Александр Томас из Ливана, которого его дядя Чарльз (он погиб) передал одной из тамошних пассажирок, но той, предположительно, была 27-летняя Эдвина Селия Тротт из 2-го класса (позже на борту «Карпатии» Эссада нашла его мать Фамина Томас).
Джессоп — одна из выживших пассажиров, кто свидетельствовал о том, что слышал в момент затопления судна мелодию гимна «Ближе, Господь, к Тебе».
Вайолет Джессоп умерла от бронхопневмонии, осложнённой хронической сердечной недостаточностью, 5 мая 1971 года в госпитале святой Марии в Бери-Сент-Эдмундс.

## Комментарии
1. ↑  Такая дата указана в её свидетельстве о смерти. При этом многие биографические источники приводят дату её рождения как 2 октября 1887 года.